# Aneomochtherus leucophorus
Aneomochtherus leucophorus là một loài ruồi trong họ Asilidae. Aneomochtherus leucophorus được Tsacas miêu tả năm 1963. Loài này phân bố ở vùng Cổ Bắc giới.